# 啓福道
啓福道（英語：Kai Fuk Road）和啓福道天橋（英語：Kai Fuk Road Flyover）是一條位於香港九龍東的道路，是香港5號幹線的起點，西接啟德隧道，東連觀塘道，而該道路是前往觀塘商貿區、將軍澳及港島區的重要道路。在九龍灣有支路前往觀塘繞道。未來香港6號幹線全線通車後，亦會設有支路前往中九龍幹線。

## 途經之公共交通服務
| 论 编 | 香港5號幹線 |  |
| |             |  |
| 啓福道 – 啟德隧道 – 東九龍走廊 – 漆咸道北 – 漆咸道南 – 加士居道天橋 – 渡船街天橋 – 西九龍走廊及西九龍走廊西 – 荔枝角道 – 葵涌道（包括荔枝角大橋） – 荃灣路 |             |  |
| |             |  |